# Landgericht (Kurhessen)
Das Landgericht war in der Gerichtsverfassung des Kurfürstentums Hessen ein erstinstanzliches Gericht.

## Voraussetzungen
Bis zum Tod des Kurfürsten Wilhelm I. 1821 war im Kurfürstentum Hessen ein gewaltiger Reformstau aufgelaufen, da dieser nach seiner Rückkehr aus dem Exil auf den Thron 1813 viele Reformen rückgängig gemacht und persönlich im 18. Jahrhundert verhaftet geblieben war. Der neue Kurfürst, Wilhelm II., war nicht weniger autokratisch als sein Vater, aber gewillt, den Staat zu modernisieren. Die Staatsverwaltung wurde nach preußischem Muster 1822 reformiert, wobei nun auch Rechtsprechung und Verwaltung getrennt wurden. 

## Gründung
Die bisherigen Ämter wurden zu größeren Kreisen zusammengelegt, und die erstinstanzliche Rechtsprechung in der Fläche des Landes in Justizämter, die in der Regel jeweils für den Bereich eines ehemaligen Amtsbezirks zuständig waren, eingeteilt. Im Umfeld größerer Städte wurden dagegen Landgerichte eingerichtet. Deren Gerichtsbezirke waren größer als die der Justizämter, sie entstanden meist aus mehreren der früheren Ämter und sie hatten deshalb auch mehr Personal als ein Justizamt. Ihre sachliche Zuständigkeit und ihre Stellung im Justizsystem entsprach aber ganz der eines Justizamtes. Landgerichte wurden gebildet in den Städten Fulda, Hanau, Hersfeld, Kassel, Marburg, Rinteln und Schmalkalden.

## Übersicht
| Bezeichnung              | Ehemalige Ämter | Justizämter nach Auflösung der Landgerichte                                         | Anmerkung |
| ------------------------ | --- | ----------------------------------------------------------------------------------- | --- |
| Landgericht Hanau        | Stadt Hanau Amt Büchertal Amt Windecken                                                                                                 | Justizamt Hanau I Justizamt Hanau II                                                | 1822 bestand die Stadt Hanau noch aus den beiden selbständigen Stadtgemeinden „Neustadt Hanau“ und „Altstadt Hanau“. |
| Landgericht Hersfeld     | Stadt Hersfeld Amt Hauneck Amt Hersfeld Amt Niederaula                                                                                  | Justizamt Hersfeld I Justizamt Hersfeld II                                          | |
| Landgericht Kassel       | Amt Ahna Amt Grebenstein (teilweise) Amt Großalmerode (teilweise) Amt Waldau Amt Wilhelmshöhe                                           | Justizamt Kassel I Justizamt Kassel II Justizamt Kassel III Justizamt Oberkaufungen | |
| Landgericht Marburg      | Amt Marburg Gerichte: - Caldern - Ebsdorf - Reitzberg - Schönstadt - Wittelberg Einzelne Gemeinden aus den Ämtern: - Amöneburg - Wetter | Justizamt Marburg I Justizamt Marburg II Justizamt Marburg III                      | |
| Landgericht Rinteln      | Stadt Rinteln Grafschaft Schaumburg (teilweise)                                                                                         | Justizamt Rinteln                                                                   | Umbenennung |
| Landgericht Schmalkalden | Stadt Schmalkalden Amt Herrenbreitungen (etwa zu 2⁄3)                                                                                   | Justizamt Schmalkalden                                                              | Umbenennung |

## Ausstattung
Während ein Justizamt in der Regel mit einem Richter („Amtmann“) ausgestattet war, erhielten Landgerichte einen Landrichter und bis zu drei Assessoren. Darüber hinaus waren dort ein oder zwei Aktuare weitere Gerichtsschreiber und Gerichtsboten tätig.

## Sachliche Zuständigkeit
Die Landgerichte waren in allen Zivilsachen zuständig – mit einer Reihe von Ausnahmen, in denen dann in der Regel die Obergerichte erstinstanzlich tätig wurden. In den Zuständigkeitsbereich der Landgerichte fielen:
- alle zivilrechtliche Streitigkeiten, soweit sie nicht den Obergerichten vorbehalten waren.[6] Eine solche Begrenzung waren zivilrechtliche Streitigkeiten mit einem Streitwert von mehr als 50 Talern.[7] Das galt bis 1864, als die Zuständigkeit auch für höhere Streitsummen auf die Landgerichte übertragen wurde.[8] Zu Ausnahmen, in denen statt des Landgerichts die nächsthöhere Instanz zuständig war, zählten auch eine Reihe personaler Ausnahmen: Dieses Gerichtsstandsprivileg galt für Angehörige des regierenden Hauses, Standesherren und den schriftsässigen Adel.[9]
- Aufsicht über die Führung von Vormundschaften.
- Testamente konnten ab 1848 auch bei Landgerichten hinterlegt werden[10], was zuvor nur bei Obergerichten möglich war.

Die Landgerichte waren in Strafsachen zuständig für Vergehen die mit „Polizeistrafen“ bedroht waren. Weiter konnten sie die Untersuchung in Fällen führen, die dann von den Obergerichten abzuurteilen waren.
Anlässlich der Änderungen im Gerichtswesen 1848 wurde die Abgrenzung der Zuständigkeiten zwischen Obergerichten und Untergerichten in der Strafrechtspflege nur geringfügig geändert.

## Ende
Im Zuge der Neuorganisation von Verwaltung und Rechtsprechung im Kurfürstentum Hessen nach der Revolution von 1848 wurde auch die untere Ebene der Rechtsprechung neu strukturiert und die Landgerichte aufgelöst. Die vier größeren Landgerichte wurden jeweils in mehrere Justizämter aufgegliedert, die beiden kleineren in Rinteln und Schmalkalden einfach in „Justizamt“ umbezeichnet.